# 彼得羅希察鄉
45°11′N 25°26′E / 45.183°N 25.433°E
彼得羅希察鄉（羅馬尼亞語：Comuna Pietroșița, Dâmbovița），是個位於羅馬尼亞南部的鄉份，由登博維察縣負責管轄，面積27平方公里，海拔高度643米，2007年人口3,310，人口密度每平方公里122人。